# Bruno Waberzeck
Bruno Waberzeck (* 4. Januar 1897 in Berlin; † nach 1957) war ein deutscher Radrennfahrer und nationaler Meister im Radsport.

## Sportliche Laufbahn
Waberzeck war im Straßenradsport aktiv. Mit 16 Jahren begann er mit dem Radsport. Er war Mitglied im Verein „BRC Alberto-Diamant Berlin“, der in der Deutschen Radfahrer Union (DRU) organisiert war. Die DRU war 1920 aus der Allgemeinen Radfahrer-Union (ARU) entstanden. 1921 gewann er die Deutsche Meisterschaft der DRU im Straßenrennen vor Otto Herrlich. 1920 war er Dritter der Meisterschaft geworden. Im Ersten Weltkrieg wurde er schwer verletzt. Sein linker Arm blieb gelähmt, dennoch bestritt er wieder Radrennen. 1924 siegte er im Großen Preis von Aachen. Weitere Siege in seiner Karriere holte er in den Eintagesrennen Berlin–Angermünde–Berlin, Rund um den Elm, Rund um die Dresdner Heide, Magdeburg–Quedlinburg–Magdeburg und Straßenpreis der Neumark.